# Thamnophilus torquatus
A Thamnophilus torquatus a madarak osztályának verébalakúak (Passeriformes) rendjébe és a hangyászmadárfélék (Thamnophilus) családjába tartozó faj.

## Rendszerezése
A fajt William John Swainson brit ornitológus írta le 1825-ben.

## Előfordulása
Dél-Amerikában, Bolívia, Brazília és Paraguay területén honos. Természetes élőhelyei a szubtrópusi vagy trópusi síkvidéki és hegyi esőerdők, szavannák és cserjések, valamint legelők és ültetvények. Állandó, nem vonuló faj.

## Megjelenése
Testhossza 14 centiméter, testtömege 18-20 gramm.
|  |

## Életmódja
Rovarokkal táplálkozik.

## Természetvédelmi helyzete
Az elterjedési területe rendkívül nagy, egyedszáma csökkenő, de még nem éri el a kritikus szintet. A Természetvédelmi Világszövetség Vörös listáján nem fenyegetett fajként szerepel.